# Aradul Nou
Aradul Nou (în germană Neu-Arad, în maghiară Újarad) a fost un târg și o cetate, pe malul bănățean al Mureșului, în dreptul Aradului. Astăzi, Aradul Nou este un cartier al Aradului. Aradul Nou cuprinde și fosta comună Mureșel. S-a alipit de Arad în anul 1948.

## Istoric
În anul 1967, săparea unui canal de irigație în grădina de zarzavaturi a fostului CAP din cartier, a scos la iveală două morminte celtice cu un bogat inventar arheologic, datat sec.IV î.Hr. La intersecția str. Timișoarei cu Ana Ipătescu au fost descoperite întâmplător, în anul 1970, fragmente ceramice halstattiene, fragmente din sec. IV.d.Hr. și altele din sec.XI-XIII. Cu ocazia lucrărilor la calea ferată Arad-Timișoara, în apropierea Mureșului, s-au descoperit cărămizi cu ștampilele Leg. V Macedonica și Leg. IIII Flavia Felix, ultima fiind cantonată în primii ani ai provinciei Dacia în castrul de la Sarmisegetuza. De asemenea s-au mai descoperit numeroase fragmente de ceramică tip „Terra Sigillata‖ și monede din timpul împăraților Nero, Titus, Nerva, Hadrian, Marcus Aurelius, Septimius Severus. Este posibil ca aici să fi fost un castru așa cum existau și la Cenad și Lipova. Rolul acestor castre a fost acela de a apăra teritoriul provinciei împotriva atacurilor popoarelor barbare, în cazul de față al dacilor liberi, care populau teritoriul învecinat.
Despre Aradul Nou au scris istorici maghiari, germani,dar și istoricii români. Însă nu Aradul Nou, în sine, a fost subiectul acestor lucrări ci, fie procesele istorice care au dus la întemeierea lui, fie structurile administrative mai mari în care a fost integrat. Localitatea a fost doar un exemplu ilustrativ. Una dintre cele mai complete este probabil cea a istoricului originar din Lovrin, dr. Anton Peter-Petri.

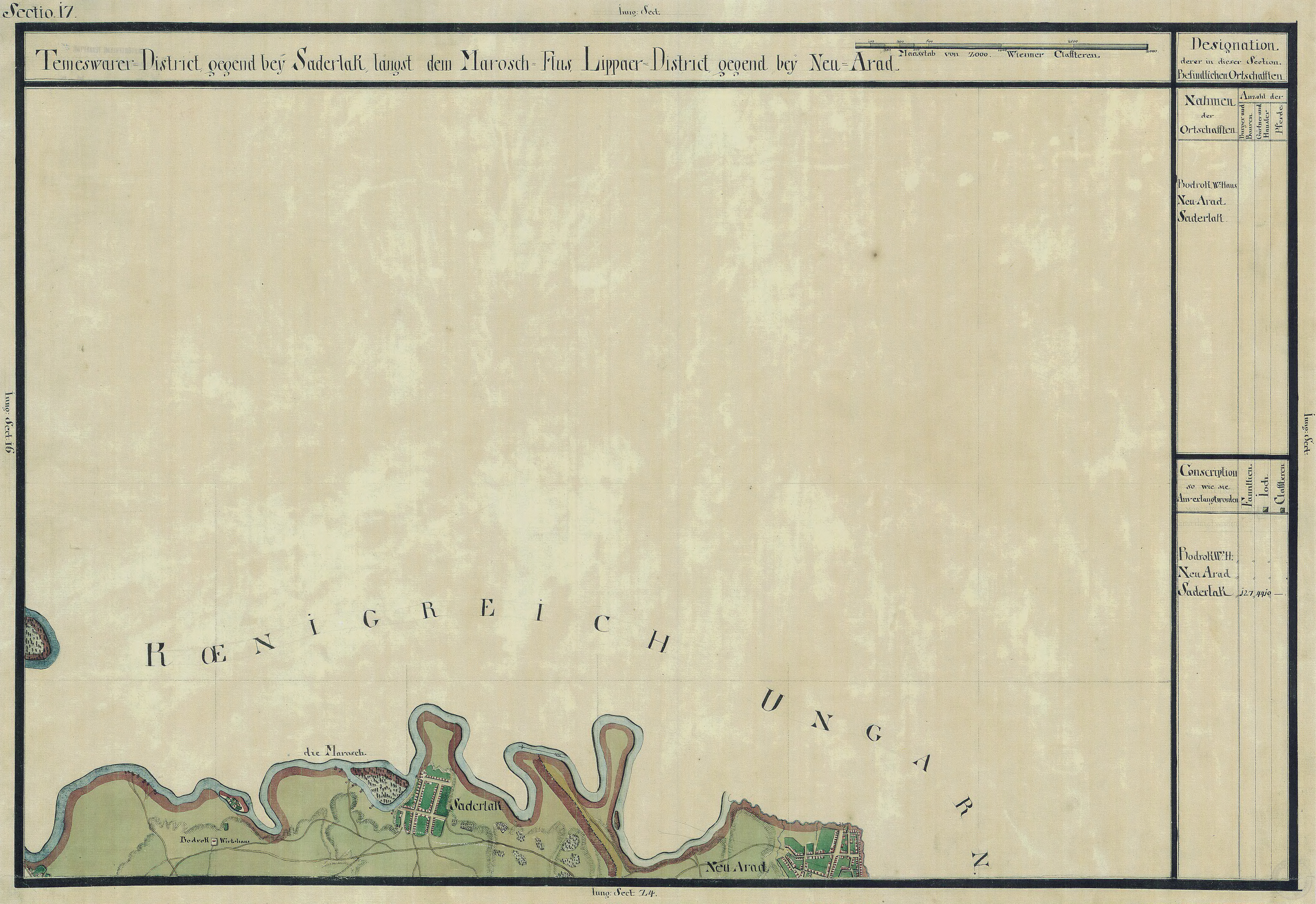
Aradul Nou în Harta Iosefină a Banatului, 1769-72

## Fabrica de Bere

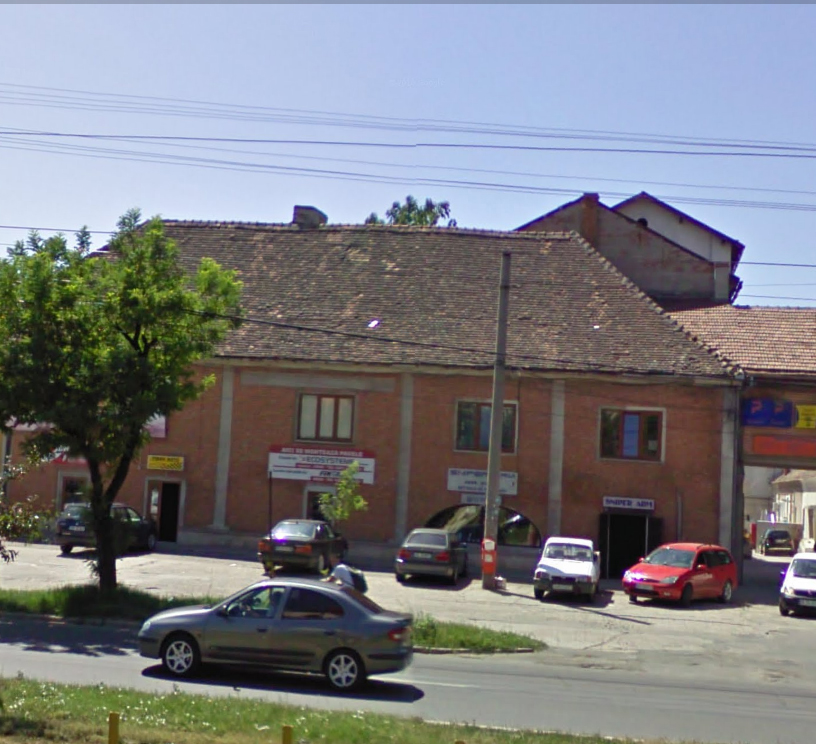
Fosta fabrică de bere din cartierul Aradul Nou

Fosta fabrică de bere din Aradul Nou este cea mai veche clădire industrială a orașului, fiind ridicată în 1782 de către familia contelui Zselánszky. Marea majoritate a instalațiilor au fost aduse în 1827 din Germania, fiind cele mai moderne ale epocii respective. Fațada de stil baroc a clădirii a fost acoperită cu cărămizi de ornament, păstrând până azi forma inițială și acoperișul.